# Vladas
Vladas ist ein relativ häufig vergebener litauischer männlicher Vorname, Abkürzung von Vladislovas.

## Namensträger
- Vladas Bulavas (1936–2004), Bibliothekar, Leiter der Litauischen Nationalbibliothek
- Vladas Butėnas (1940–2009), Journalist und Politiker
- Vladas Damulevičius (* 1955), Politiker, stellvertretender Bürgermeister von Šiauliai
- Vladas Garastas (* 1932), Basketballtrainer und Basketballfunktionär
- Vladas Gefenas (* 1955), Schachmeister
- Vladas Jakubėnas (1903–1976),  Komponist, Pädagoge und Musikkritiker
- Vladas Jurgutis (1885–1966), katholischer Geistlicher und Politiker,  Außenminister und  Seimas-Mitglied, Leiter der Lietuvos Bankas, Professor
- Vladas Katkevičius (1937–2009),  Ingenieur und Elektromechaniker, Professor, Politiker
- Vladas Mačys (1867–1936), Richter und Zivilprozessualist, VDU-Professor
- Vladas Michelevičius (1924–2008),  römisch-katholischer Weihbischof
- Vladas Mikėnas (1910–1992),  Schachspieler
- Vladas Mironas (1880–1953),  katholischer Priester und Politiker
- Vladas Pavilonis (1932–2003), Strafrechtler und Richter am Verfassungsgericht
- Vladas Stašinskas (1874–1944),  Politiker und Rechtsanwalt
- Vladas Terleckas (1939–2024), Ökonom und Politiker, Mitglied des Seimas
- Vladas Vilimas (* 1928), Politiker, Mitglied des Seimas
- Vladas Žalnerauskas (1941–2008), Politiker, Mitglied des Seimas
- Vladas Žulkus (* 1945), Archäologe, Professor

Zwischenname
- Algimantas Vladas Stasiukynas (1944–2023),  Manager und Politiker